# エレクトロ・ハウス
エレクトロ・ハウス (electro house) は、ハウスの中でもハードな一分野である。1980年代のエレクトロ、エレクトロクラッシュ、ポップス、シンセポップとテックハウスに起因している様々な影響を受けているため、エレクトロ・ハウスの起源は明確ではない。エレクトロ・ハウスは2005年頃に人気が高まり、この呼称はデッドマウス、ポーター・ロビンソン、ヴォルフガング・ガートナーといったトップ100のDJを記述する際に使用された。

## 特徴
エレクトロ・ハウスは突出したベースライン（短くて鋭いリフ）、短くて高いリフ、そして最小限の中間パーカッションといったテックハウスの特徴を時々含む。しかし、テックハウスとは異なり、それは粗い、エレクトロから影響を受けたシンセサイザーとヴォーカル或いはインストのサンプリングを含む場合が在る。テンポは、通常およそ100~140のBPMである。最近の作品は、コンプレッサーとディストーションによるのこぎり波から作られる「汚い」低音を特徴とする傾向がある。

## 歴史
このジャンルは、エレクトロ本来の形式、或いはシンセポップとテック・ハウス、1990年代後半に再浮上したエレクトロクラッシュの融合、或いはハウスとエレクトロを混ぜたフュージョンだと書かれた。それは同様にハウスを言い表す為に（「未来的」とか「ハード」という意味で）形容詞として「エレクトロ」という言い方を使う事から作られた呼称として見られた。
エレクトロ・ハウスとして登録された初期の楽曲にはArriversの1996年の “Dark Invader” や “The Arrival” 、ベースメント・ジャックスの1997年の “Raw S*it” がある。Mr. Oizoの1999年のヒット曲 “Flat Beat” も同様にこのジャンルの初期の具体例だと考えられている。
ベニー・ベナッシが2002年にリリースしたサティスファクションも、主流派へと持って行ったエレクトロ・ハウスの先駆者だと見られている。2000年代前半には、このジャンルにおいてデヴィッド・ゲッタや中田ヤスタカといった新しいプロデューサーが登場して来た。2005年には、エレクトロ・ハウスはその人気が高くなった。2006年11月には、フェッド・ル・グランの “Put Your Hands Up 4 Detroit” やボディロックスの “Yeah Yeah (Bodyrox song)” というエレクトロ・ハウスの楽曲、そしてルチアナ・カポラーソがイギリスの上位四十位シングル・チャートで一位と二位を独占した。それ以来、ポーター・ロビンソン、ジョン・グーチ、ザ・エム・マシーン、ナイフ・パーティーやスクリレックスといったエレクトロ・ハウスのプロデューサーが台頭し人気を博した。

## サブジャンル

### コンプレクストロ
コンプレクストロはグリッチや入り組んだベースライン、そしてシーケンサー上で多くの楽器を積み重ね，素早く切り替えることによって作られるシンセサイザーのリードによって分類される。 “complex” と “electro” とを混ぜた混合語であるこの呼称は、ポーター・ロビンソンによって2010年に作成していた音楽を説明する為に作られた。彼は自身が影響を受けた音楽のスタイルとして、1980年代のアナログシンセサイザーの音楽、ゲームミュージック、チップチューンを引用した。このジャンルの他のプロデューサーにはデジタリズム、キル・ザ・ノイズ、ナイフ・パーティー、マデオン、サヴァント、スクリレックス、ザ・エム・マシーン、アッパーモースト、ヴォルフガング・ガートナー、そしてゼッドがいる。

### ダッチ・ハウス
ダッチ・ハウスは2009年までにオランダで高い人気を博したエレクトロ・ハウスの一ジャンルであり、しばしば「ダーティ・ダッチ」というあだ名を付けられる。ラテン音楽の影響を受けたドラムの一式から作られる複雑なリズム、弱いベースライン、キーキーという音、ハイピッチのリードシンセによって概ね定義される。このサブジャンルに対してマッドチェスター、ヒップホップ、デトロイト・テクノ、その他のアーバン系の音楽からの影響がある。ダッチ・ハウスに関連するアーティストにはアフロジャック、チャッキー、フェデ・ル・グランド、ハードウェル、R3HAB、シドニー・サムソン、スウィッチ、そしてティエストがいる。

### フィジェット・ハウス
フィジェット・ハウス（フィジェット）は断片的にカットアップされたヴォーカルサンプル、ピッチベンドを用いた「汚い」音色のベースライン、レイブ (Oldskool rave hardcore) のスタイルをとったシンセサイザーのスタブなどが特徴である。シカゴ・ハウス、ボルティモア・クラブ、クドゥーロ、ベースライン、バウンシー・テクノ、レイブ、UKガラージ、ヒップホップそしてワールドミュージックからの影響がある。このジャンルの作り手にはザ・ブラッディ・ビートルーツ、クルーカーズ、デンジャー、エルヴェ、ザ・カウント・アンド・シンデン、そしてスウィッチがいる。フィジェット・ハウスという呼称は、DJやプロデューサーのジェシー・ローズやスウィッチによって「今日では遥か彼方に行ってしまった単なるジョークとして」作られた。フィジェットはダブステップのエレクトロ・ハウスの後を背景に流行し、後には穏健でミッドキックな、或いはサブキックな楽曲に影響を与えた。

### ムーンバートン
ムーンバートンはダッチ・ハウスとレゲトンを混ぜた音楽である。その特定可能な特徴は「厚くて大きく広がったベースライン、一部の劇的な構造、そして速いドラムフィルのあるツーステップ・パルス」であるが、「108bpm付近であること以外に本当の規則を持たない」ともされている。「ムーンバー」と「レゲトン」の混合語、テンポを落としたアフロジャックによるシルヴィオ・エコモ・アンド・チャッキーの楽曲 “Moombah” のリミックスがパーティー参加者を喜ばせる為に演奏された時、ムーンバートンはDJ デイヴ・ナダによって作られた。このジャンルの他の製作者は、ディプロ、ディロン・フランシス、ムンチとポーター・ロビンソンがいる。
「ムーンバーコア」は、ダブステップ、又はドラムステップからの影響によるムーンバートンと、ダッチ・ハウス以外のエレクトロ・ハウスのスタイルである。このジャンルの特徴は、ボーカルチョップ、ダブステップの影響を受けたベースと広範囲な構造を含む。ムーンバーコアの曲を作ったアーティストにはノイジア、ジョン・グーチ、ナイフ・パーティー、そしてスクリレックスがいる。